# Puchar Challenge siatkarek (2007/2008)
Puchar Challenge siatkarek 2007/2008 – 1. sezon turnieju rozgrywanego od 2007 roku, organizowanego przez Europejską Konfederację Piłki Siatkowej (CEV) w ramach europejskich pucharów dla żeńskich klubowych zespołów siatkarskich "starego kontynentu".

## Drużyny uczestniczące
- Teuta Durrës
- Rabitə Baku (CEV)
- VDK Gent Dames (CEV)
- Slavia Jar Computers Sofia
- Holte IF (CEV)
- Dresdner SC
- Viimsi Milstrand/EBS Tallinn
- Konecranes Hämmenlinna
- USSP Albi (CEV)
- Béziers Volley
- Panathinaikos Ateny (CEV)
- Olympiakos Pireus
- Infoplus Minetti Imola
- OK Šibenik
- Mladost Zagrzeb (CEV)
- Luka Bar
- PlantinaLonga Lichtenvoorde (CEV)
- Sparkasse Klagenfurt (CEV)
- Fabasoft Linz-Steg
- Muszynianka Fakro Muszyna
- CS Madeira (CEV)
- Clube Desportivo Ribeirense (CEV)
- CS Știința Bacău
- Dinamo Bukareszt (CEV)
- Unic LPS Piatra Neamț
- Kazanoczka Kazań
- Troon Prestwick & Ayr
- VFM Franches-Montagnes (CEV)
- VC Kanti Schaffhausen
- Radnicki NIS Petrol Belgrad
- Nova KBM Branik Maribor
- TPV Novo Mesto
- Universidad de Burgos (CEV)
- Hotel Cantur Las Palmas
- VK Královo Pole Brno
- Vakıfbank Güneş Sigorta Stambuł
- DYO Karşıyaka İzmir (CEV)
- Orbita Zaporoże
- Teva Gödöllö
- Betonut-NRK Nyíregyháza
- Neman Grodno
- Kommunalnik Mogilev
- Anorthosis Famagusta
- AEK Larnaca (CEV)
- AEL Limassol

## Rozgrywki

### Runda 1
Infoplus Minetti Imola, Kazanoczka Kazań mają wolny los
| Data       | Drużyna 1                         | Wynik | Drużyna 2                       | Sety                                    |
| ---------- | --------------------------------- | ----- | ------------------------------- | --------------------------------------- |
| 24.11.2007 | Betonut-NRK Nyíregyháza           | 1:3   | Vakıfbank Güneş Sigorta Stambuł | 25:19 11:25, 21:25, 21:25               |
| 01.12.2007 | Betonut-NRK Nyíregyháza           | 0:3   | Vakıfbank Güneş Sigorta Stambuł | 18:25, 11:25, 18:25                     |
| 25.11.2007 | Neman Grodno                      | 0:3   | Beziers VB                      | 20:25, 21:25, 15:25                     |
| 01.12.2007 | Neman Grodno                      | 0:3   | Beziers VB                      | 17:25, 21:25, 19:25                     |
| 24.11.2007 | Teva Gödöllö                      | 0:3   | Kanti Schaffhausen              | 17:25, 17:25, 23:25                     |
| 01.12.2007 | Teva Gödöllö                      | 1:3   | Kanti Schaffhausen              | 16:25, 19:25, 25:20 21:25               |
| 25.11.2007 | Kommunalnik Mogilev               | 3:0   | Troon VC                        | 25:5, 25:17, 25:20                      |
| 01.12.2007 | Kommunalnik Mogilev               | 3:0   | Troon VC                        | 25:6, 25:11, 25:6                       |
| 24.11.2007 | Muszynianka Fakro Muszyna         | 3:0   | Luka Bar                        | 25:17, 25:13, 25:12                     |
| 02.12.2007 | Muszynianka Fakro Muszyna         | 3:0   | Luka Bar                        | 25:8, 25:19, 25:16                      |
| 24.11.2007 | Královo Pole Brno                 | 1:3   | Olympiakos Pireus               | 19:25, 25:14 15:25, 17:25               |
| 01.12.2007 | Královo Pole Brno                 | 0:3   | Olympiakos Pireus               | 17:25, 9:25, 21:25                      |
| 24.11.2007 | AEL Limassol                      | 3:2   | Teuta Durrës                    | 25:16 18:25, 28:26, 24:26, 15:5         |
| 01.12.2007 | AEL Limassol                      | 3:2   | Teuta Durrës                    | 25:20, 25:18 18:25, 18:25, 15:13        |
| 01.12.2007 | Hotel Cantur Las Palmas           | 3:0   | Viimsi Milstrand/ebs Tallinn    | 25:13, 25:15, 25:20                     |
| 25.11.2007 | Hotel Cantur Las Palmas           | 3:2   | Viimsi Milstrand/ebs Tallinn    | 25:12 21:25, 23:25, 25:23 15:5          |
| 24.11.2007 | Slavia Jar Computers Sofia        | 3:0   | Fabasoft Linz-Steg              | 26:24, 25:22 27:25                      |
| 01.12.2007 | Slavia Jar Computers Sofia        | 2:3   | Fabasoft Linz-Steg              | 25:6 22:25, 25:21 20:25, 14:16, (15:13) |
| 24.11.2007 | Radnicki Nis Petrol Beograd       | 2:3   | Dresdner SC                     | 25:20, 25:20 23:25, 16:25, 13:15        |
| 01.12.2007 | Radnicki Nis Petrol Beograd       | 2:3   | Dresdner SC                     | 23:25, 25:22 11:25, 25:23 9:15          |
| 24.11.2007 | Konecranes Konecranes Hämmenlinna | 0:3   | TPV Novo Mesto                  | 17:25, 20:25, 17:25                     |
| 01.12.2007 | Konecranes Konecranes Hämmenlinna | 0:3   | TPV Novo Mesto                  | 17:25, 14:25, 19:25                     |
| 25.11.2007 | Știința Bacău                     | 3:0   | Anorthosis Famagusta            | 25:15, 26:24, 25:22                     |
| 01.12.2007 | Știința Bacău                     | 3:0   | Anorthosis Famagusta            | 25:14, 25:19, 25:11                     |
| 24.11.2007 | Nova KBM Branik Maribor           | 3:0   | Orbita Zaporoże                 | 25:16, 25:17, 25:17                     |
| 01.12.2007 | Nova KBM Branik Maribor           | 3:0   | Orbita Zaporoże                 | 25:22, 25:17, 25:14                     |
| 24.11.2007 | OK Šibenik                        | 0:3   | Unic LPS Piatra Neamț           | 12:25, 15:25, 12:25                     |
| 01.12.2007 | OK Šibenik                        | 0:3   | Unic LPS Piatra Neamț           | 14:25, 20:25, 10:25                     |

### Runda 2
Kommunalnik Mogilev ma wolny los
| Data       | Drużyna 1                   | Wynik | Drużyna 2                       | Sety                                |
| ---------- | --------------------------- | ----- | ------------------------------- | ----------------------------------- |
| 15.12.2007 | VDK Gent Dames              | 0:3   | Vakıfbank Güneş Sigorta Stambuł | 20:25, 15:25, 15:25                 |
| 22.12.2007 | VDK Gent Dames              | 0:3   | Vakıfbank Güneş Sigorta Stambuł | 17:25, 22:25, 13:25                 |
| 15.12.2007 | Mladost Zagrzeb             | 3:0   | Beziers VB                      | 25:23, 26:24, 25:23                 |
| 22.12.2007 | Mladost Zagrzeb             | 0:3   | Beziers VB                      | 16:25, 22:25, 21:25, (11:15)        |
| 15.12.2007 | Dinamo Bukareszt            | 3:0   | Kanti Schaffhausen              | 25:15, 25:22, 25:19                 |
| 22.12.2007 | Dinamo Bukareszt            | 1:3   | Kanti Schaffhausen              | 31:29, 19:25, 25:27, 20:25, (16:14) |
| 15.12.2007 | USSP Albi                   | 1:3   | Infoplus Minetti Imola          | 14:25, 25:22, 20:25, 17:25          |
| 23.12.2007 | USSP Albi                   | 0:3   | Infoplus Minetti Imola          | 18:25, 16:25, 9:25                  |
| 16.12.2007 | Sparkasse Klagenfurt        | 0:3   | Muszynianka Fakro Muszyna       | 20:25, 23:25, 21:25                 |
| 22.12.2007 | Sparkasse Klagenfurt        | 0:3   | Muszynianka Fakro Muszyna       | 21:25, 13:25, 14:25                 |
| 15.12.2007 | CS Madeira                  | 0:3   | Olympiakos Pireus               | 25:27, 14:25, 17:25                 |
| 22.12.2007 | CS Madeira                  | 0:3   | Olympiakos Pireus               | 17:25, 21:25, 17:25                 |
| 16.12.2007 | Rabita Baku                 | 3:0   | AEL Limassol                    | 25:23, 25:18, 25:16                 |
| 21.12.2007 | Rabita Baku                 | 3:2   | AEL Limassol                    | 25:22, 25:18, 26:28, 16:25, 15:8    |
| 15.12.2007 | AEK Larnaca                 | 0:3   | Hotel Cantur Las Palmas         | 8:25, 8:25, 19:25                   |
| 22.12.2007 | AEK Larnaca                 | 0:3   | Hotel Cantur Las Palmas         | 10:25, 12:25, 4:25                  |
| 16.12.2007 | DYO Karşıyaka İzmir         | 3:0   | Slavia Jar Computers Sofia      | 25:16, 25:23, 25:23                 |
| 23.12.2007 | DYO Karşıyaka İzmir         | 3:0   | Slavia Jar Computers Sofia      | 25:13, 25:13, 26:24                 |
| 16.12.2007 | Universidad Burgos          | 1:3   | Dresdner SC                     | 18:25, 24:26, 25:23 18:25           |
| 22.12.2007 | Universidad Burgos          | 0:3   | Dresdner SC                     | 15:25, 23:25, 20:25                 |
| 15.12.2007 | Panathinaikos Ateny         | 3:0   | TPV Novo Mesto                  | 26:24, 25:20, 25:21                 |
| 22.12.2007 | Panathinaikos Ateny         | 3:0   | TPV Novo Mesto                  | 25:17, 25:18, 29:27                 |
| 16.12.2007 | VFM Franches-Montagnes      | 1:3   | Știința Bacău                   | 25:23, 17:25, 19:25, 12:25          |
| 22.12.2007 | VFM Franches-Montagnes      | 0:3   | Știința Bacău                   | 22:25, 18:25, 18:25                 |
| 16.12.2007 | Clube Desportivo Ribeirense | 1:3   | Nova KBM Branik Maribor         | 25:21, 19:25, 16:25, 15:25          |
| 21.12.2007 | Clube Desportivo Ribeirense | 0:3   | Nova KBM Branik Maribor         | 14:25, 21:25, 18:25                 |
| 15.12.2007 | Plantinalonga Lichtenvoorde | 1:3   | Unic LPS Piatra Neamț           | 21:25, 22:25, 25:19, 22:25          |
| 22.12.2007 | Plantinalonga Lichtenvoorde | 1:3   | Unic LPS Piatra Neamț           | 23:25, 20:25, 25:20, 22:25          |
| 15.12.2007 | Holte IF                    | 0:3   | Kazanoczka Kazań                | 18:25, 16:25, 18:25                 |
| 22.12.2007 | Holte IF                    | 0:3   | Kazanoczka Kazań                | 9:25, 14:25, 13:25                  |

### 1/8 finału
| Data       | Drużyna 1                       | Wynik | Drużyna 2               | Sety                                       |
| ---------- | ------------------------------- | ----- | ----------------------- | ------------------------------------------ |
| 24.01.2008 | Vakıfbank Güneş Sigorta Stambuł | 3:0   | Beziers VB              | 25:16, 25:17, 25:13                        |
| 30.01.2008 | Vakıfbank Güneş Sigorta Stambuł | 3:1   | Beziers VB              | 22:25, 25:14, 25:15, 25:17                 |
| 24.01.2008 | Dinamo Bukareszt                | 3:0   | Kommunalnik Mogilev     | 25:16, 25:17, 25:8                         |
| 30.01.2008 | Dinamo Bukareszt                | 3:2   | Kommunalnik Mogilev     | 22:25, 25:12, 18:25, 25:18, 15:12          |
| 24.01.2008 | Muszynianka Fakro Muszyna       | 2:3   | Infoplus Minetti Imola  | 18:25, 22:25, 25:23, 25:17, 11:15          |
| 31.01.2008 | Muszynianka Fakro Muszyna       | 0:3   | Infoplus Minetti Imola  | 19:25, 9:25, 13:25                         |
| 23.01.2008 | Olympiakos Pireus               | 3:0   | Rabita Baku             | 25:15, 25:22, 25:10                        |
| 31.01.2008 | Olympiakos Pireus               | 3:0   | Rabita Baku             | 25:19, 25:17, 25:19                        |
| 23.01.2008 | DYO Karşıyaka İzmir             | 2:3   | Hotel Cantur Las Palmas | 19:25, 25:15, 20:25, 27:25, 12:15          |
| 30.01.2008 | DYO Karşıyaka İzmir             | 1:3   | Hotel Cantur Las Palmas | 25:21, 12:25, 22:25, 15:25                 |
| 23.01.2008 | Panathinaikos Ateny             | 1:3   | Dresdner SC             | 21:25, 25:20, 19:25, 18:25                 |
| 30.01.2008 | Panathinaikos Ateny             | 1:3   | Dresdner SC             | 23:25, 18:25, 26:24, 21:25                 |
| 24.01.2008 | Știința Bacău                   | 3:0   | Nova KBM Branik Maribor | 30:28, 25:21, 25:16                        |
| 30.01.2008 | Știința Bacău                   | 3:1   | Nova KBM Branik Maribor | 25:18, 25:16, 19:25, 25:18                 |
| 24.01.2008 | Unic LPS Piatra Neamț           | 3:1   | Kazanoczka Kazań        | 25:23, 25:15, 19:25, 25:23                 |
| 31.01.2008 | Unic LPS Piatra Neamț           | 2:3   | Kazanoczka Kazań        | 24:26, 26:24, 15:25, 26:24, 11:15, (15:10) |

### 1/4 finału
| Data       | Drużyna 1                       | Wynik | Drużyna 2             | Sety                                       |
| ---------- | ------------------------------- | ----- | --------------------- | ------------------------------------------ |
| 13.02.2008 | Vakıfbank Güneş Sigorta Stambuł | 3:0   | Dinamo Bukareszt      | 25:22, 25:15, 25:11                        |
| 20.02.2008 | Vakıfbank Güneş Sigorta Stambuł | 3:1   | Dinamo Bukareszt      | 15:25, 25:19, 25:9, 26:24                  |
| 13.02.2008 | Infoplus Minetti Imola          | 3:0   | Olympiakos Pireus     | 25:22, 25:21, 25:17                        |
| 21.02.2008 | Infoplus Minetti Imola          | 3:0   | Olympiakos Pireus     | 25:23, 25:10, 25:20                        |
| 13.02.2008 | Hotel Cantur Las Palmas         | 3:0   | Dresdner SC           | 25:16, 25:18, 26:24                        |
| 20.02.2008 | Hotel Cantur Las Palmas         | 2:3   | Dresdner SC           | 20:25, 25:20, 25:22, 20:25, 6:15, (7:15)   |
| 14.02.2008 | Știința Bacău                   | 3:0   | Unic LPS Piatra Neamț | 25:21, 25:22, 25:18                        |
| 21.02.2008 | Știința Bacău                   | 2:3   | Unic LPS Piatra Neamț | 19:25, 26:24, 31:33, 25:21, 11:15, (15:12) |

### Turniej finałowy
Bursa

#### Półfinał
| Data       | Drużyna 1                       | Wynik | Drużyna 2     | Sety                       |
| ---------- | ------------------------------- | ----- | ------------- | -------------------------- |
| 15.03.2008 | Vakıfbank Güneş Sigorta Stambuł | 3:0   | Dresdner SC   | 25:16, 25:23, 25:14        |
| 15.03.2008 | Infoplus Minetti Imola          | 3:1   | Știința Bacău | 25:21, 20:25, 25:21, 25:17 |

#### Mecz o 3. miejsce
| Data       | Drużyna 1   | Wynik | Drużyna 2     | Sety                       |
| ---------- | ----------- | ----- | ------------- | -------------------------- |
| 16.03.2008 | Dresdner SC | 3:1   | Știința Bacău | 25:20, 25:22, 22:25, 25:18 |

#### Finał
| Data       | Drużyna 1                       | Wynik | Drużyna 2              | Sety                             |
| ---------- | ------------------------------- | ----- | ---------------------- | -------------------------------- |
| 16.03.2008 | Vakıfbank Güneş Sigorta Stambuł | 3:2   | Infoplus Minetti Imola | 17:25, 25:18, 26:28, 25:11, 15:5 |

## Klasyfikacja końcowa
| Miejsce | Drużyna                         |
| ------- | ------------------------------- |
| złoto   | Vakıfbank Güneş Sigorta Stambuł |
| srebro  | Infoplus Minetti Imola          |
| brąz    | Dresdner SC                     |
| 4.      | CS Știința Bacău                |